# José Maria Raposo do Amaral Júnior
Se procura José Maria Raposo do Amaral Sénior, veja José Maria Raposo do Amaral.
José Maria Raposo do Amaral Júnior (Ponta Delgada, 20 de julho de 1856 — Ponta Delgada, 16 de dezembro de 1919) foi um rico proprietário, industrial e político açoriano, apoiante do Primeiro Movimento Autonomista Açoriano e líder do Partido Progressista Autonomista. Herdeiro de uma das mais ricas casas dos Açores, fundada pelo seu bisavô Nicolau Maria Raposo do Amaral na segunda metade do século XVIII, sucedeu a seu pai nos negócios da família e, mais tarde, na chefia do Partido Progressista (1901-1910). Foi grande produtor de chá nas suas propriedades das Sete Cidades e da Barrosa, concessionário da Água das Lombadas, accionista da Fábrica de Álcool de Santa Clara e da Empresa Insulana de Navegação e presidiu a um grupo de micaelenses que em 1917 abriu o Coliseu Avenida, hoje o Coliseu Micaelense. Fundou a banda Filarmónica Minerva, da freguesia dos Ginetes, localidade onde veraneava na Casa do Monte. Foi nesta sua casa de campo que foi hasteada pela primeira vez a bandeira dos Açores.

## Biografia
José Maria Raposo do Amaral Júnior era filho do grande capitalista e político José Maria Raposo do Amaral, um dos mais ricos proprietários da ilha de São Miguel, dono de extensos terrenos na zona oeste do concelho de Ponta Delgada, especialmente nas actuais freguesias dos Ginetes e Sete Cidades, e um dos mais prósperos negociantes daquela cidade. Casou com Maria das Mercês Fisher Berquó Poças Falcão, irmã do magistrado e político progressista Luís Fisher Berquó Poças Falcão.
Apesar da fortuna familiar, o seu pai foi um importante militante da esquerda liberal, líder do Partido Progressista no Distrito de Ponta Delgada de 1879 até ao seu falecimento em 1901. Seguindo a tradição paterna, José Maria Raposo do Amaral Júnior inscreveu-se no Partido Progressista, cuja actividade financiou liberalmente. Após a morte de seu pai, ascendeu à liderança distrital do campo progressista, cargo que manteria até à dissolução do Partido após a implantação da República Portuguesa em 1910.
Apesar de ser líder partidário, preferiu não exercer cargos políticos de relevo, permanecendo em Ponta Delgada, onde administrava a sua importante casa. A sua importante intervenção política, determinante no sucesso do Primeiro Movimento Autonomista Açoriano, foi exercida, em concertação com o seu pai, então líder do Partido Progressista Autonomista, na condução e financiamento do movimento autonomista.
Foi Presidente da Câmara Municipal de Ponta Delgada e governador civil substituto do Distrito Autónomo de Ponta Delgada. Nestas funções, em Fevereiro de 1897 convidou a Comissão Distrital de Ponta Delgada a estudar possíveis modificações ao Decreto de 2 de Março de 1895, numa manifestação clara que considerava aquele documento insatisfatório face ao desiderato da ‘’livre administração dos Açores pelos açorianos’’ que servira de moto ao movimento autonomista.
Sendo seu pai um dos principais accionista e ele administrador da Fábrica de Álcool de Santa Clara, uma unidade industrial da cidade de Ponta Delgada que se dedicava ao fabrico de álcool a partir de batata-doce cultivada na ilha, cedo se envolveu na questão do monopólio do álcool, uma das medidas políticas que despoletaram o movimento autonómico nos Açores. Os Raposo do Amaral, pai e filho, empenharam-se profundamente da questão da autonomia administrativa das ilhas, transformando o ramo distrital do seu partido no Partido Progressista Autonomista, que o primeiro liderava. Nessa condição apoiou a lista autonomista encabeçada por Gil Mont'Alverne de Sequeira nas eleições gerais de 15 de Abril de 1894 (30.ª legislatura da Monarquia Constitucional), lista que alcançaria uma retumbante vitória.
Foi uma das mais populares figuras políticas do seu tempo, tornando-se, com seu pai, um dos principais líderes do Primeiro Movimento Autonomista dos Açores. A sua relevância naquele movimento era tal que foi na sua casa de campo, na freguesia dos Ginetes, que pela primeira vez se içou a bandeira da autonomia dos Açores.
Após a implantação da República Portuguesa, tal como sucedeu com muitos dos políticos açorianos da última fase da Monarquia Constitucional, remeteu-se inicialmente a uma postura de não intervenção na vida política. Com o crescer da instabilidade política da Primeira República Portuguesa, as suas convicções monárquicas intensificaram-se e participou na formação do Centro Monárquico do Distrito de Ponta Delgada. Numa reunião deste Centro, realizada a 2 de Maio de 1915, foi eleito presidente da Comissão da Junta Monárquica do Distrito de Ponta Delgada.
Nos anos de 1917 e 1918 participa na fundação do Partido Regionalista de Ponta Delgada, liderando o processo de  elaboração das listas de candidatos aos lugares autárquicos e da Junta Geral.
Considerado um empresário empreendedor.
Em sua homenagem, a Câmara Municipal de Ponta Delgada atribuiu em 1919 o nome de Rua José Maria Raposo do Amaral à antiga Rua do Frias daquela cidade.